# Deuterocohnia haumanii
Deuterocohnia haumanii là một loài thực vật có hoa trong họ Bromeliaceae. Loài này được A.Cast. mô tả khoa học đầu tiên năm 1929.

## Hình ảnh

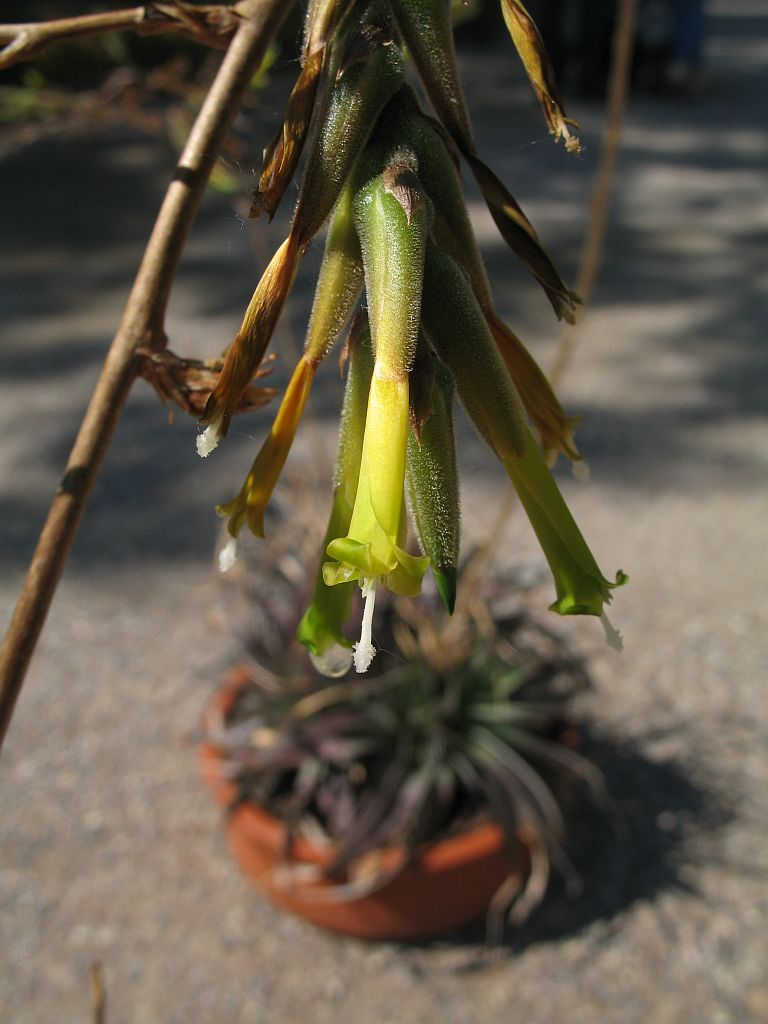
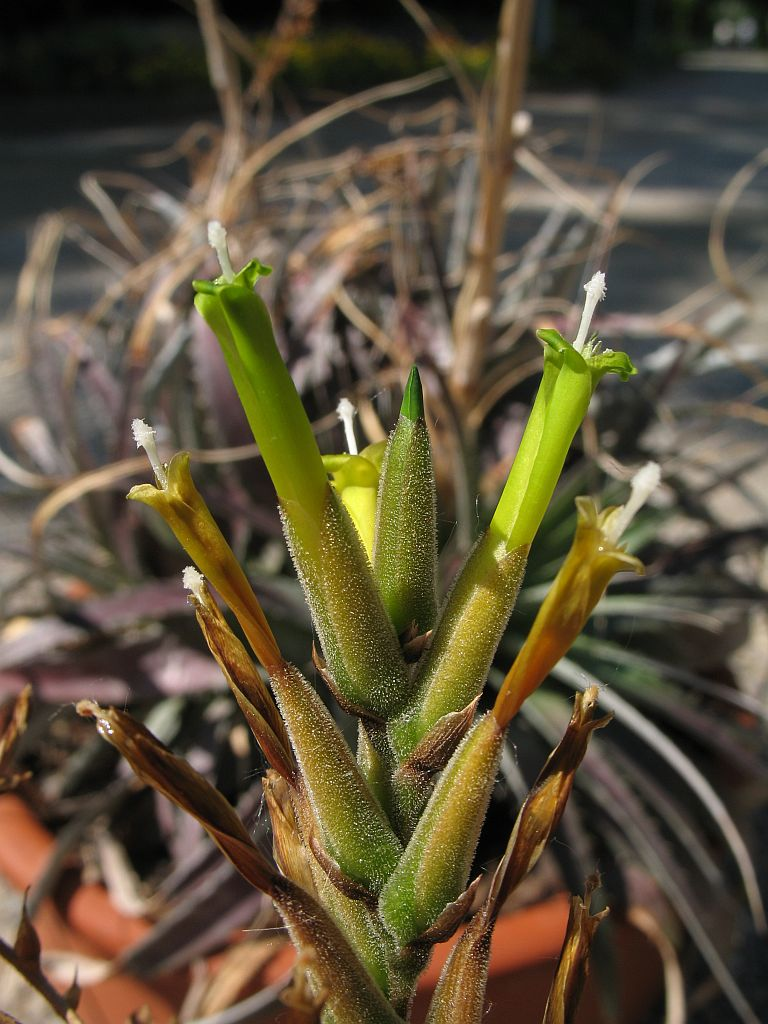